# 蘭妃 (後燕)
蘭氏（らんし、生没年不詳）は、後燕の昭武帝慕容盛の妻。蘭汗（後燕の僭主）の娘で、母は正妻の乙氏。前燕の文明帝慕容皝の淑儀蘭氏（文昭皇后）の姪。

## 略歴
永康3年（398年）、蘭汗は後燕の恵愍帝慕容宝と太子慕容策を殺害し、昌黎王を自称して即位した。これを聞いた慕容盛は、龍城の葬儀へ駆けつけて哀哭した。部下の張真が制止しようとしたが、慕容盛は「今、俺は逃げることができないし、奴は浅はかで、婚姻を無視はできまい。何か月のうちに、復讐の機会が必ず訪れる」と告げた。蘭汗の息子らは慕容盛の殺害も扇動したが、蘭氏は母と共に号哭して、夫のために父に命乞いをした。また、兄弟たちの前に土下座して頼み込んだ。蘭汗は娘を気の毒に思い、息子を遣わして慕容盛を迎え入れ、婿として変わらず遇し、侍中・左光禄大夫とした。
同年7月、慕容盛は父の仇討として蘭汗父子を殺害し、即位した。蘭氏も連坐するところだったが、母后の丁氏（献幽皇后）が蘭氏の功に免じての命乞いをした。蘭氏は赦免されたが、皇后となることはできなかった。